# Veerhuis De Kleine Melm
Veerhuis De Kleine Melm is een rijksmonument, en was met een café gevestigd in een dwarshuisboerderij aan de Eemweg 4 in Soest. Op een uithangbord is nog te lezen dat het pand behalve boerderij ook café en veerhuis was. In de muurankers staat het jaartal 1681, het jaar dat Jacoba Bartolotti van den Heuvel (1639-1718) het liet bouwen en ging exploiteren. Zij woonde in de voormalige buitenplaats Heuvel en Dael aan de Birktweg. Later werd dat Hervormde diaconie eigenaar. In 1828 werd het veerhuis verkocht aan een zekere Mengs Hornsveld. Hierna volgden vele eigenaren. Voor het gebouw staan drie leilinden, erachter drie iepen. De Eemweg ligt in het verlengde van de Eemstraat en verbindt het oude dorp met de laad- en losplaats De Kleine Melm aan de Eem. De huidige Eemstraat heette enkele eeuwen geleden Nieuwe Melmsteeg.
In 1960 werd het woonhuis Eemweg 6 aangebouwd. In 1976 werd het café gesloten en kreeg het achterhuis gepotdekselde planken. In 1980 werden de schuurberg en de schaapskooi bijgebouwd.
Het gebouw is tegenwoordig in gebruik als woonhuis met bootjesverhuur en kleinschalige horecagelegenheid. Naast de Kleine Melm ligt nu de opstap- en aanlegplaats van fietsboot de Eemlijn.

## Doorwaadbare plaats
Het woord melm betekent naast 'droge aarde' ook 'doorwaadbare plaats'. Lang geleden was de plek bij de Kleine Melm met Hogerhorst aan de overkant in de zomer een doorwaadbare plaats. Het werd later een loskade met een kalkoven. De schelpen werden aan de kades gelost voor de kalkovens bij Grote en Kleine Melm. De aanwezigheid van een jaagpad langs de Eem zorgde voor klandizie bij het café.

## Zwarte Willem
Tot 1815 hoorde de Slaagse polder aan de overkant van de Eem bij Soest. Veel boeren hadden daardoor land aan de overkant van de Eem. Boeren moesten daarom in het voorjaar en de zomer vaak met hun vee naar de overkant.
In Van Zoys tot Soest wordt geschreven over Zwarte Willem: Zwarte Willem was de kroegbaas en veerman. Hij had een roeiboot, maar zijn veer was waarachtig een pontje dat met een strak gespannen ketting naar de overkant gehaakt werd. Het steigertje tegenover de Kleine Melm is nog een overblijfsel uit het veerpont-tijdperk. Zwarte Willem is voor de echte Soester de naam voor De Kleine Melm.

## Bewoners
- 1645-1648 Dirk Pelen
- 1667-1669 Hendrik Jansz van Klaarwater
- 1681-1715 onbewoond
- 1715 Peter Meeuwisse met zijn vrouw Hendrikje Gijsbertse
- 1715-1741 Hun dochter Annetje Peterse, sinds 1731 echtgenote van Hendrik Heijmense Kuijper.